# Metro van Praag
De metro van Praag (Tsjechisch: Pražské metro) is het belangrijkste vervoermiddel in de Tsjechische hoofdstad Praag. De drie metrolijnen worden beheerd door het Openbaarvervoerbedrijf Praag. Er zijn plannen voor een vierde metrolijn.

## Lijnen
De totale lengte van de drie metrolijnen in Praag is 54,7 kilometer. Tussen 5:00 en 24:00 uur komt er langs de 54 stations elke 4 tot 10 minuten een metro, in de spits elke 2 tot 3 minuten. De drie lijnen liggen in een driehoeksvorm door de stad. In het centrum bevinden zich drie grote overstapstations. Opvallend is dat de metrotreinen vrijwel nergens in de open lucht rijden, enkel bij de oostelijke eindhalte van lijn A, Depo Hostivař, dat in het depot is gelegen. De uitloopsporen van lijn B van de eindhalte Zličín naar het depot zijn ook bovengronds.
Enkele haltes op de uitlopers van de lijnen B en C, waaronder het station Vyšehrad op lijn C, liggen bovengronds. Het traject tussen deze haltes ligt gedeeltelijk bovengronds waarbij het viaduct echter is overkapt (dat wil zeggen: het maakt deel uit van de Nuslebrug) en men geen uitzicht op de omgeving heeft.
Hieronder volgt een overzicht van de metrolijnen.
| Lijn   | Kleur | Route                           | Opening | Lengte  | Stations |
| ------ | ----- | ------------------------------- | ------- | ------- | -------- |
| Lijn A | Groen | Nemocnice Motol ↔ Depo Hostivař | 1978    | 17,1 km | 17       |
| Lijn B | Geel  | Zličín ↔ Černý most             | 1985    | 25,5 km | 24       |
| Lijn C | Rood  | Letňany ↔ Háje                  | 1974    | 18,1 km | 20       |

## Haltes

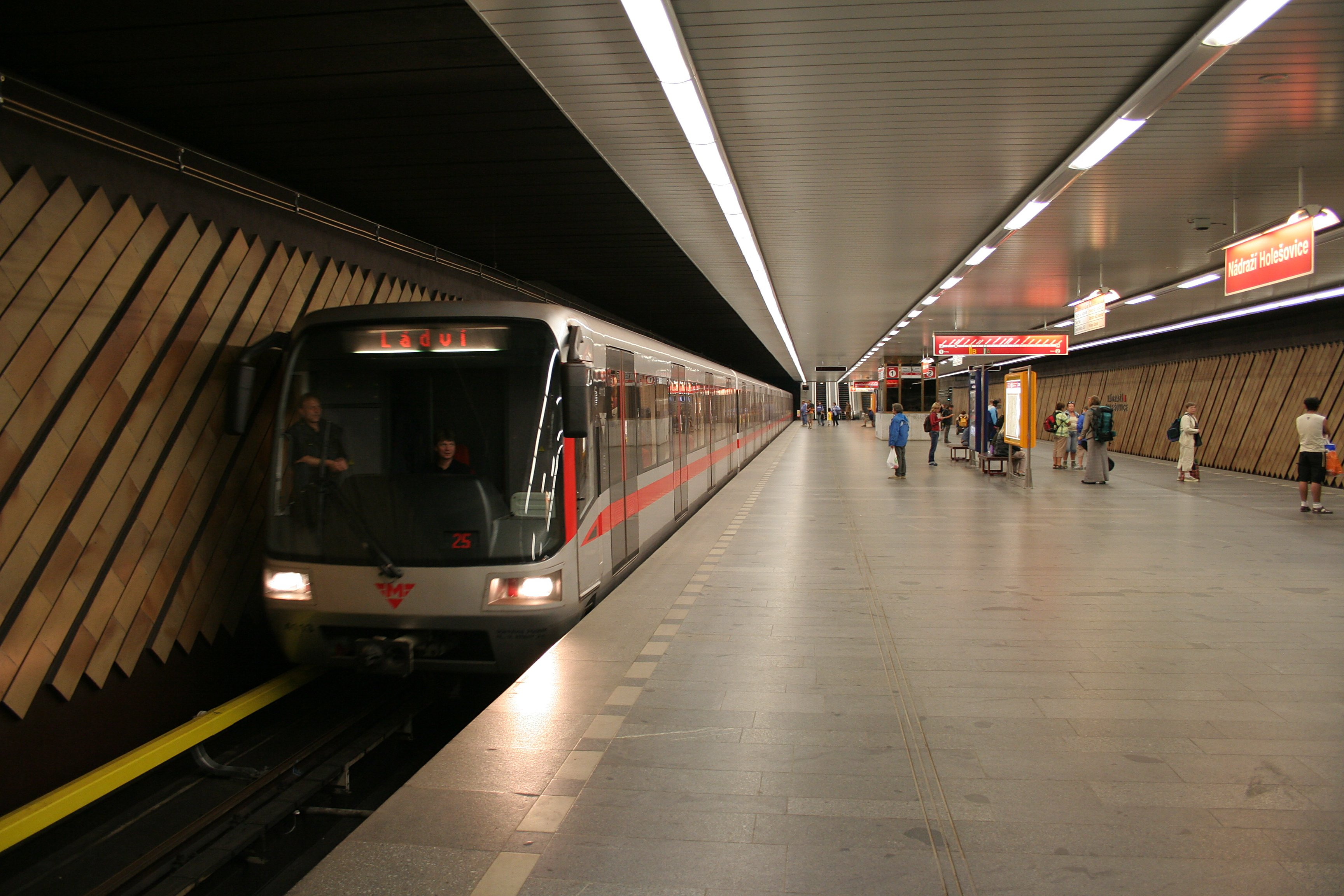
Metrohalte Nádraží Holešovice.

De diepte van de verschillende haltes is zeer verschillend. Buiten de binnenstad zitten haltes vaak direct onder de aardbodem, maar in de binnenstad liggen veel haltes erg diep. De halte Náměstí Míru ligt met een diepte van 53 meter het verst onder de grond.
Belangrijk zijn de drie overstaphaltes in de binnenstad, die toegang tot twee lijnen verschaffen. Dit zijn de haltes Florenc, Můstek en Muzeum.

## Materieel
Op alle lijnen wordt gereden met vaste vijfwagenstellen met 2 stuurstanden op alle tijden. Het interieur is deels voorzien van langsbanken en deels van dwarsbanken. De dwarsbanken bij de deuren zijn enkel en die daartussen dubbel uitgevoerd.
Op lijnen A en B wordt er gereden met metrostellen van Metrovagonmash, type 81-71. Deze zijn tussen 1996 en 2011 door Škoda gemoderniseerd en worden sindsdien aangeduid als type 81-71M. Op lijn C wordt er gereden met stellen type Metro M1, tussen 2000 en 2003 door ČKD in samenwerking met Siemens en Adtranz gebouwd.

## Vervoersbewijzen
De metro van Praag maakt gebruik van een zogenaamd "vrij systeem". Dit houdt in dat de haltes een "verplicht gebied" hebben, en men bij het zich bevinden daarin over een geldig vervoersbewijs dient te beschikken. Bij de ingang zijn daartoe kaart- en stempelautomaten geplaatst.
De vervoersbewijzen zijn hetzelfde voor alle soorten openbaar vervoer in Praag. Een normaal kaartje kost 40 kronen en is 90 minuten geldig in de hele stad (zones P, 0 en B). Daarnaast is er een goedkoper kaartje, dat 30 kronen kost en 30 minuten geldig is. De kaartjes moeten afgestempeld worden bij de halte (trein en metro) of in het vervoersmiddel (bus, tram, en veer). De kaartautomaten verkopen een grote verscheidenheid aan kaartjes, maar abonnementen, die voornamelijk in maand-, kwartaal- en jaarvorm beschikbaar zijn, worden alleen aan de meer spaarzame loketten verkocht. Bij de abonnementen is er gewoonlijk de keuze tussen een persoonlijke elektronische variant en een duurdere variant op papier die vrij overdraagbaar is.

### Controle
Controle vindt incidenteel plaats. De boete voor het niet kunnen tonen van een geldig vervoersbewijs is 800 kronen; indien men niet meewerkt met de afhandeling wordt de gemeentepolitie ingeschakeld en wordt de boete verhoogd tot 1500 kronen.

## Geschiedenis

Uitbreiding van het metronetwerk van 1974 tot 2015

De metro van Praag bestaat pas sinds de jaren zeventig, maar geruime tijd ervoor waren er ideeën om ondergronds transport in de stad aan te leggen. Het eerste voorstel kwam van Ladislav Rot in 1898. Op dat moment werd er veel gebouwd in het centrum van Praag en toen de straten toch open lagen vond hij het verstandig direct te beginnen met het graven van tunnels voor ondergrondse treinen. Het plan werd van tafel geveegd door de gemeenteraad.
In 1926 werd opnieuw een voorstel gedaan voor een metro in de stad, deze keer door Vladimír List en Bohumil Belada. Ook dit idee werd niet uitgevoerd, maar vanaf dit moment kwamen er meer ideeën om het snelgroeiende transportprobleem in Praag op te lossen. In de jaren 30 en 40 werd er veel gediscussieerd en onderzocht en werden twee mogelijke oplossingen bedacht: een ondergrondse tram (een tram die in het centrum onder de grond gaat, premetro) of een metro. Na de Tweede Wereldoorlog werd al het werk onderbroken vanwege de zwakke economische situatie van Tsjechië. Op dat moment waren de drie metrolijnen al bijna volledig uitgedacht.
Aan het begin van de jaren 60 werd het concept van de premetro geaccepteerd. Op 9 augustus 1967 begon de bouw van de halte Hlavní nádraží onder het hoofdstation, maar nog in hetzelfde jaar werden de plannen grondig gewijzigd. Onder invloed van Sovjet-adviseurs besloot de Tsjechische regering toch een "echte" metro te laten bouwen.
Op 9 mei 1974 begon het eerste deel van lijn C met het rijden van lijndiensten tussen de haltes Sokolovská (hernoemd in Florenc) en Kačerov. De bouw van het metronetwerk ging snel verder daarna. In 1978 werd het eerste deel van lijn A geopend en lijn B in 1985. De driehoek in het centrum was nu compleet en sindsdien werden de lijnen steeds verder verlengd.
Op 22 februari 1990 werden de namen van 14 Praagse haltes gewijzigd. Deze namen refereerden veelal aan de communistische ideologie en werden veranderd in politiek neutrale namen. De naam van halte Leninova, genoemd naar Lenin, werd bijvoorbeeld veranderd in Dejvická, maar ook de halte Kosmonautů ontsnapte hier niet aan en werd hernoemd naar Háje.
In 2008 zijn drie nieuwe haltes, Střížkov, Prosek, en Letňany geopend aan het noordoostelijke einde van lijn C. De bedoeling van deze uitbreiding is vooral het verbinden van de flats in Prosek met de binnenstad.

### Wateroverlast in 2002

Kaart van het metronet van Praag. De blauwgekleurde delen liepen onder water.

Tijdens het hoogwater in Centraal-Europa in 2002, toen de Moldau en de Elbe op veel plaatsen overstroomden, had het metronetwerk van Praag flinke overlast. Grote delen van het net, waaronder minstens 17 haltes, werden beschadigd. Op twee plaatsen brak het water door muren heen.
Na het hoogwater waren delen van het metronet voor meerdere maanden niet beschikbaar. Vooral de stations in de binnenstad waren niet meer bruikbaar. Gevolg was dat het overvolle verkeer boven de grond veel hinder ondervond. Langzamerhand werd het metronet weer in gebruik genomen. De reparatie van de beschadigde roltrappen was een moeilijke opgave. Pas twee en een halve maand na het hoogwater konden de eerste haltes weer geopend worden.
Op lijn B duurden de reparatiewerken het langst. Pas op 30 maart 2003 werden alle haltes op deze lijn weer in gebruik genomen. De totale kosten van de reparaties van de door het hoogwater veroorzaakte schade worden op 6,9 miljard kroon (ongeveer 230 miljoen euro) gesteld. De Tsjechische staat heeft daarvan 2,8 miljard betaald, 2,4 miljard werd door de Europese Investeringsbank betaald, 1 miljard door verzekeringen en 700 miljoen door het openbaarvervoerbedrijf.

### Passagiersaantallen
De Praagse metro heeft in haar ruim dertigjarige bestaan meer dan 10 miljard passagiers verwerkt. Vandaag de dag maken meer dan een miljoen passagiers per dag gebruik van de metro. Dat is 40% van alle transportbewegingen in de stad. Tot 1992 stegen de passagiersaantallen gestaag, met in dat jaar 630 miljoen passagiers. Daarna was een sterke terugval waar te nemen, die ervoor zorgde dat in 1996 meer dan 200 miljoen passagiers minder van de metro gebruik maakten dan vier jaar eerder. Sinds 1997 wordt de metro weer populairder en de laatste jaren is het aantal passagiers stabiel met tussen de 400 en 500 miljoen passagiers per jaar.

## Toekomst

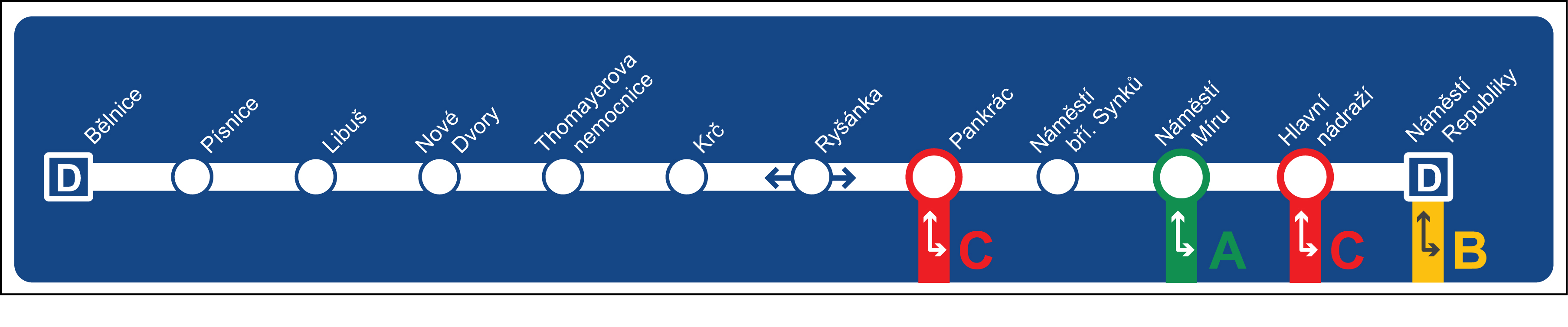
Traject van de toekomstige lijn D

Er zijn plannen geopperd om het netwerk uit te breiden met lijn D (Blauw). Lijn D zou het centrum van de stad moeten verbinden met de zuidelijke stadswijken. Het traject zou van de halte Hlavní nádraží, door de wijk Nusle, naar de voorsteden Krč, Libuš en Písnice moeten lopen. Het eerste deel van deze lijn had geopend moeten worden rond het jaar 2013.
Ook zijn er plannen om lijn A aan beide zijden uit te breiden. Uiteindelijk zou deze lijn aan de noordoostkant moeten doorlopen naar Dědina en de luchthaven Ruzyně.